# Orbetello
Orbetello is een stad in de Italiaanse regio Toscane, in de provincie Grosseto. De stad ligt aan de gelijknamige lagune en is met het voormalige eiland Argentario verbonden door middel van een kunstmatige dijk. De dijk verdeelt de lagune daardoor in twee delen: de Laguna di Levante en Laguna di Ponente.
De plaats wordt al sinds de 6de eeuw voor Chr. bewoond. Eerst door de Etrusken, zij brachten versterkingen aan waar nog delen van te zien zijn. In het jaar 280 voor Chr. namen de Romeinen de controle over. In 273 stichtten zij enkele kilometers zuidelijker de belangrijke stad Cosa waarvan nu alleen nog ruïnes resten. Vanaf 1557 was Orbetello hoofdstad van de kleine, door Spanje geregeerde, staat Presidio. Na vereniging met het Groothertogdom Toscane in 1736 werd het in 1860 deel van het verenigde Italië.
Tegenwoordig is Orbetello een belangrijke toeristenplaats. Het belangrijkste bouwwerk in het centrum is de kathedraal Santa Maria Assunta (1375). Het interieur van deze kerk vertoont Spaanse invloeden. In het oude arsenaal Polveriera Guzman (1692) huist tegenwoordig het archeologisch museum van Orbetello. 
Nabij de plaats zijn mooie zandstranden en een lagune te vinden. In de lagune bevindt zich de Molino Spagnolo (Spaanse molen), dit is de laatst overgeblevene van de negen molens die de Sienezen in totaal bouwden. De Lagune van Orbetello is tevens een klein maar belangrijk natuurgebied. Het is het overwinteringsgebied van de heremietibis. 
De volgende frazioni maken deel uit van de gemeente: Albinia, Ansedonia, Fonteblanda, Giannella, Quattro Strade, San Donato, Talamone.

## Afbeeldingen

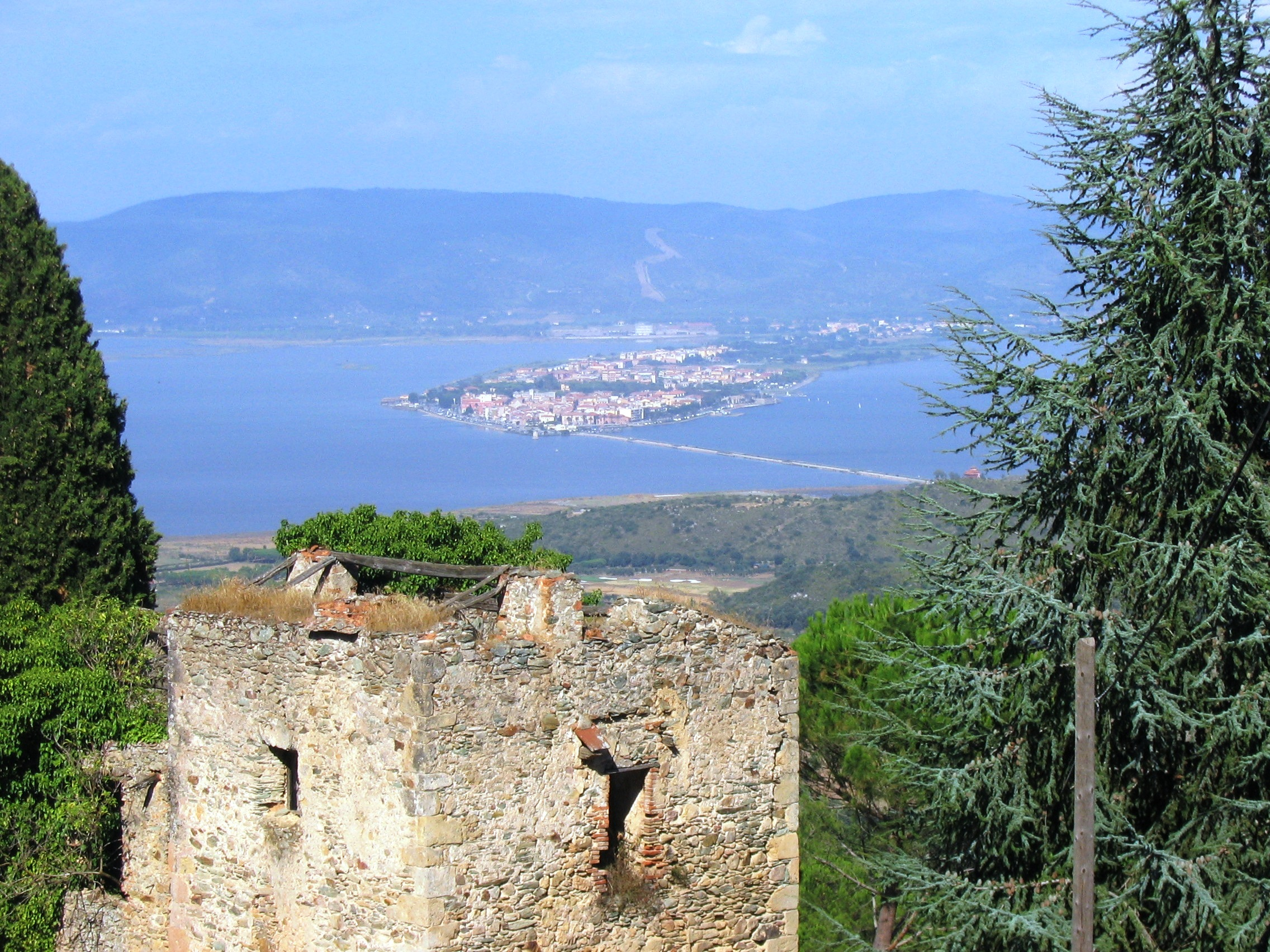
Zicht op Orbetello en de lagune

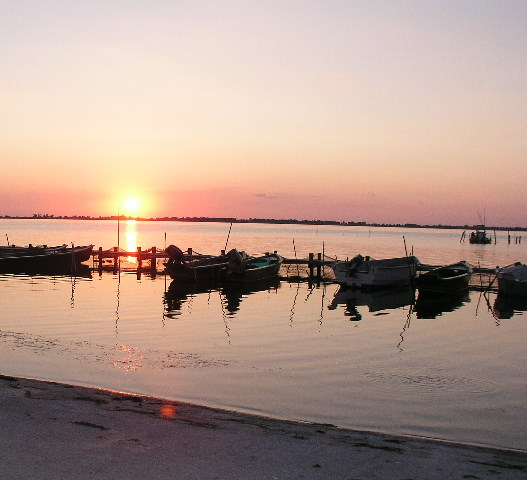
Lagune bij zonsondergang